# ネリー・クルース

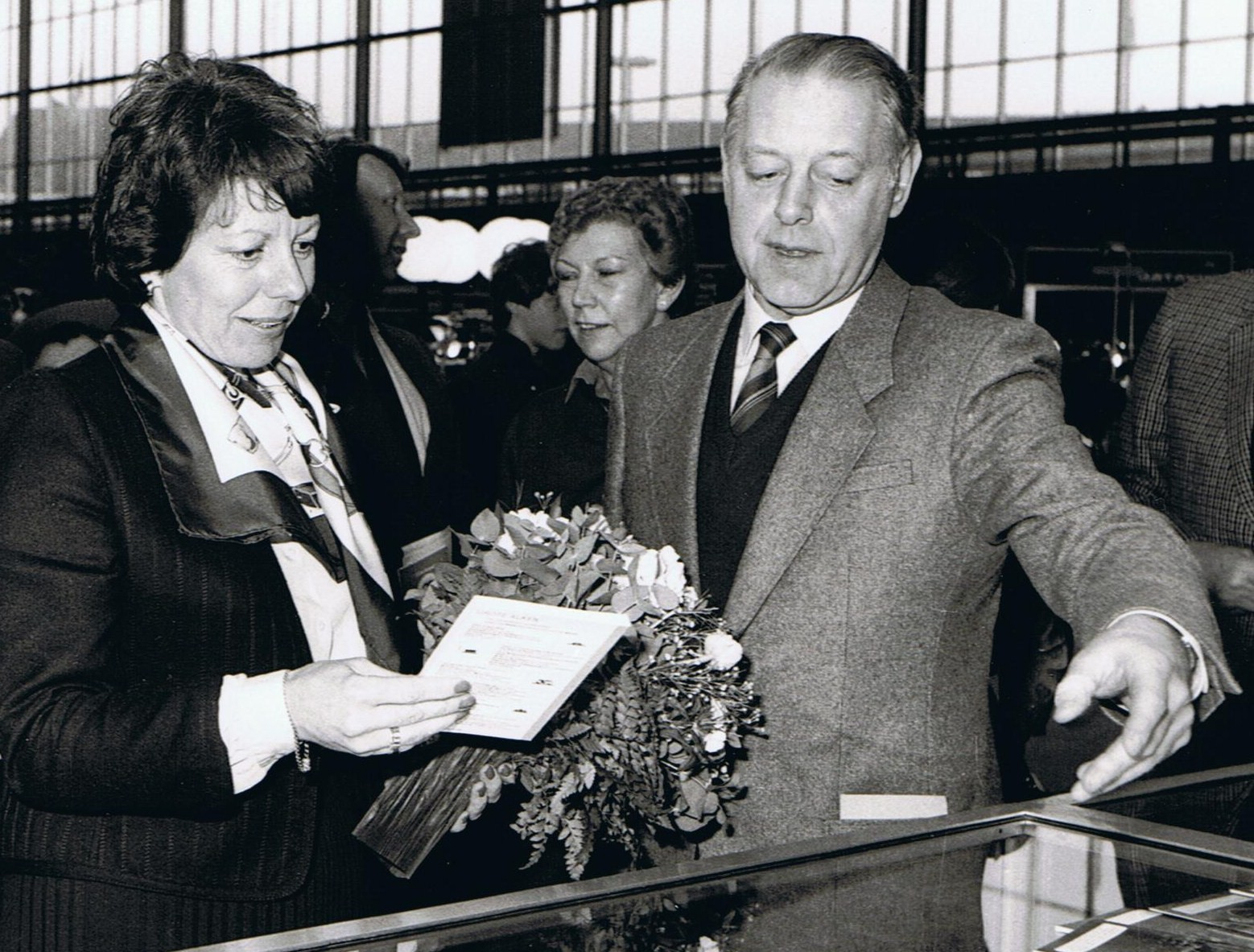
1975年、アムステルダムにてウィム・シモンズ（右）と

ネリー・クルース（Neelie Kroes、1941年7月19日 - ）は、自由民主国民党 (VVD) に所属するオランダの政治家である。欧州委員会で競争担当委員（2004年 - 2010年）とデジタルアジェンダ担当委員（2010年 - 2014年）を務めた。2016年にバハマ文書で法人理事として名前を公開された。

## 経歴
1941年7月19日にオランダのロッテルダムに生まれた。父は運送会社を所有していた。
ロッテルダムのプロテスタント系中学校に通い、そのままプロテスタント系の高校に進学した。1958年にエラスムス・ロッテルダム大学に入学して経済学を修め、大学自治会の委員にも選出された。1965年に経済学の修士号を取得した後、経済学部の研究員になった。この時期に自由民主国民党 (VVD) の婦人部に加入した。また、父親が所有する運送会社の取締役にもなった。
1970年にロッテルダム市議会議員に初当選した。さらに翌年には第二院（オランダ国会下院）議員にも選ばれ、大学研究員の職は辞めるのを余儀なくされた。国会では1977年まで教育担当のスポークスマンを務め、第1次ファン・アフト内閣が発足すると交通・公共事業・水管理政務官に抜擢され、交通や郵便・電話サービスを担当した。1981年には野党のVVDから出馬し、易々と当選した。1982年に当時の第1次・第2次ルベルス内閣で再び現在の交通・公共事業・水管理大臣の役職に就き、1989年まで務めた。大臣として、彼女は郵政・電話サービスの民営化やベテゥベルート建設の責任を負った。1988年には国防大臣への就任を打診されたが固辞した。

### 政界引退後
大臣辞任後はロッテルダムの商工会議所のメンバーになり、さらにバラスト・ネイダム・グループ（運送業）、ABP-PGGMキャピタルホールディングズ（ABPとGPPMの両年金基金の共同子会社）、北欧投資銀行 (NIB) 、オランダマクドナルド、ネドロイド（運送業）、オランダ鉄道などの企業の役員に就任した。1991年には私立Nyenrodeビジネススクールの学長に就任し、またVVD科学局の諮問機関、Prof.Mr. B.M. Teldersstichtingのメンバーにもなった。他にも文化・社会組織を中心として幅広い分野の役職に就任した。

### 欧州委員会
2004年、クルースは欧州委員会の競争担当委員に選出された。しかし、ビジネス界とかなりの関わりがあることに加えて、怪しげな武器取引に関与しているという疑惑が持ち上がっていたことから、彼女の選出に対する批判も根強かった。これに対して彼女は、業界の競争に関する問題に対処することでクリーンさをアピールした。
クルースは1996年に、Nyenrode大学の学長としてマイクロソフト創業者のビル・ゲイツに名誉博士号を授与していた。しかし、彼女が2004年に競争担当委員に就任した最初の課題の一つとして、マイクロソフトの欧州連合における競争法違反事件があった。この事件はマイクロソフト側が商業相互運用性を支援する文書を公表することと、4億9700万ユーロの制裁金を支払うことで収束した。
2005年と2006年のビルダーバーグ会議に、クルースは出席した。
フォーブス誌が毎年公表している「世界で最もパワフルな女性100」で、クルースは2005年度に44位、2006年度に38位、2007年度に59位、2008年度に47位、2009年度に53位と複数回選ばれている。また、彼女の競争問題に対する厳しい姿勢がかつて「鉄の女」と言われたイギリスのマーガレット・サッチャーを彷彿とさせるため、「ニッケル・ネリー」「スティーリー（鉄の）・ネリー」などと皮肉られることがある。
2009年に彼女はもうひとつ、ICT・テレコム担当の委員に任命された。また、時を同じくして欧州委員会の副委員長にも選出された。2010年には第2次バローゾ委員会でデジタルアジェンダ担当委員に就任し、2014年まで在職した。

## 人物
- だれとでも公平に付き合える性格で、自身とは違うオランダ労働党 (PvdA) 所属の政治家のブラム・ペペルとも結婚していた。
- 1981年にオランダ獅子勲章の騎士を、1989年にオラニエ＝ナッソー勲章の大将校を受章した。
- 1993年に国際道路連盟 (IRF) の Man of the Year を受賞した。
- アヤーン・ヒルシ・アリとは親友の間柄であるが、彼はクルースをPvdAからVVDに移籍させるために彼女を説得したことで知られる。